# Río Gallegos
Río Gallegos és una ciutat de l'Argentina, capital de la província de Santa Cruz. Situada en la desembocadura del riu Gallegos, en el departament Güer Aike, és la ciutat més poblada de la província —amb 95.796 habitants— i el centre distribuïdor per a les activitats turístiques de la zona. L'oferta turística de la ciutat està formada per museus, monuments historicoculturals i circuits urbans; com així també un estuari que alberga milers d'aus residents i migratòries. Fora del radi urbà pot optar-se per l'hospitalitat de les estades turístiques, un recorregut pel paisatge volcànic de la llacuna Azul o una excursió a la reserva faunística Cabo Vírgenes, una de les majors pingüineres d'Amèrica del Sud que acull, d'octubre a abril, més de 150.000 pingüins magallànics.

## Toponímia

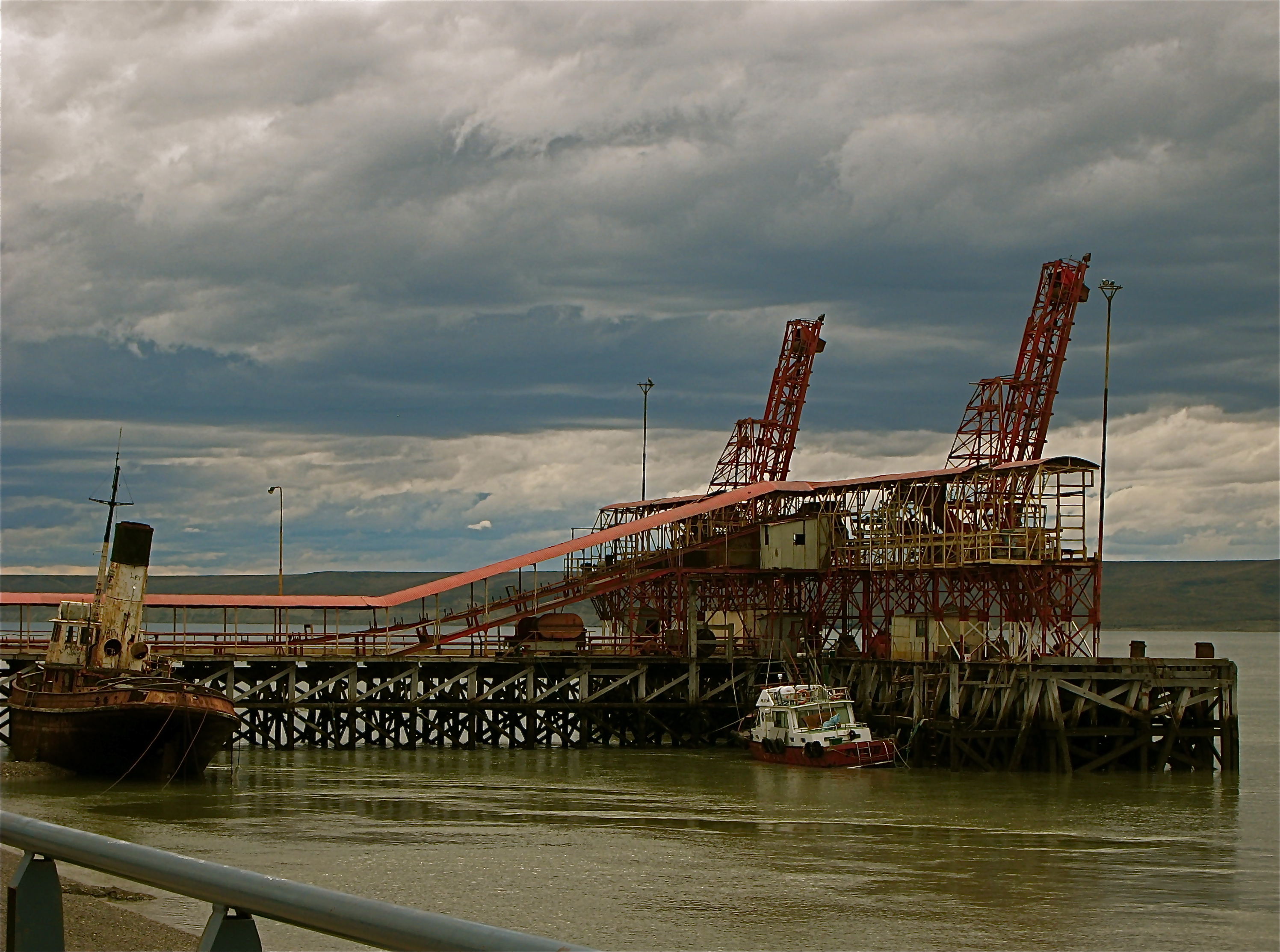
Port de Río Gallegos

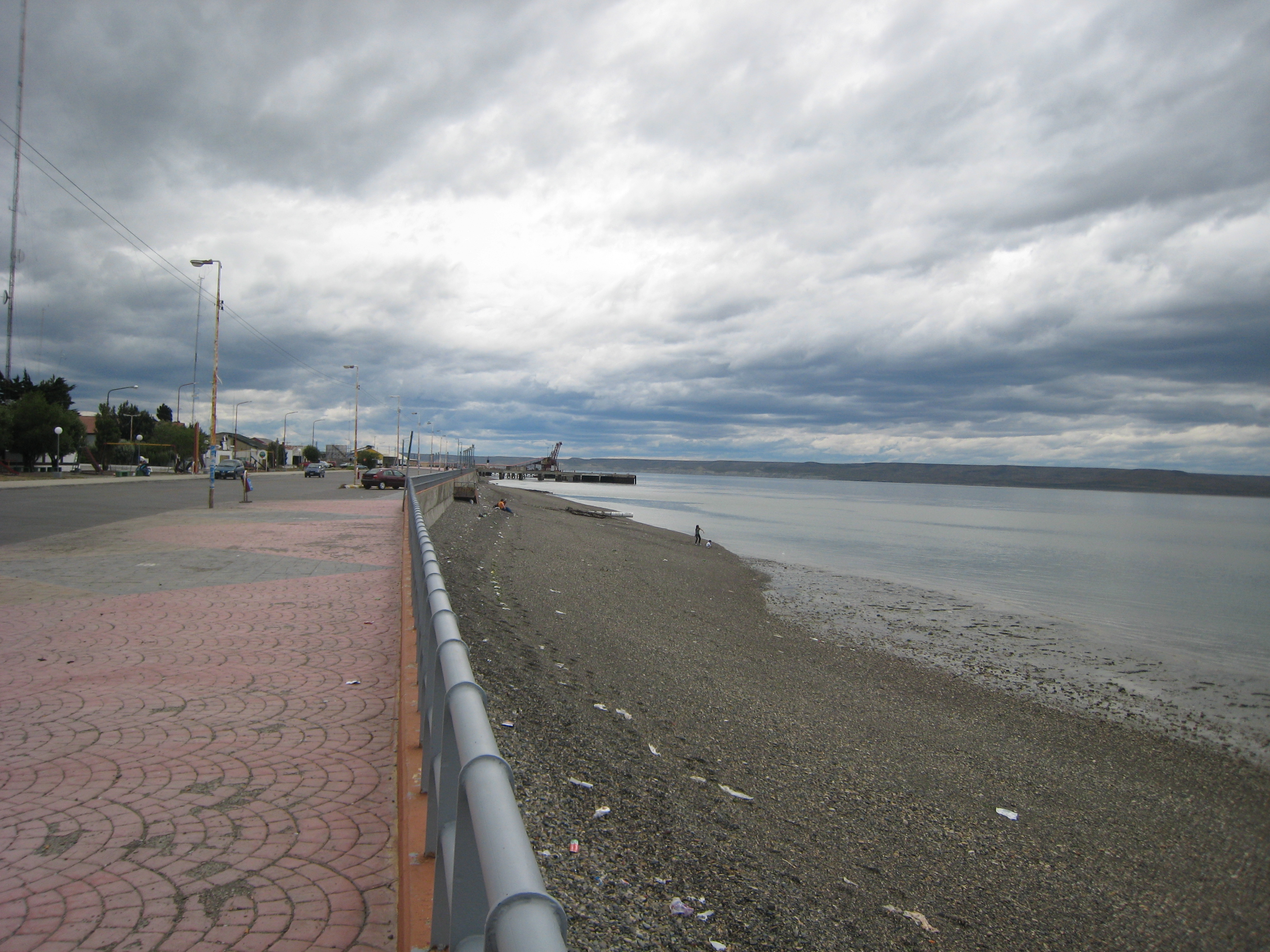
Costanera que voreja la ria, a Río Gallegos

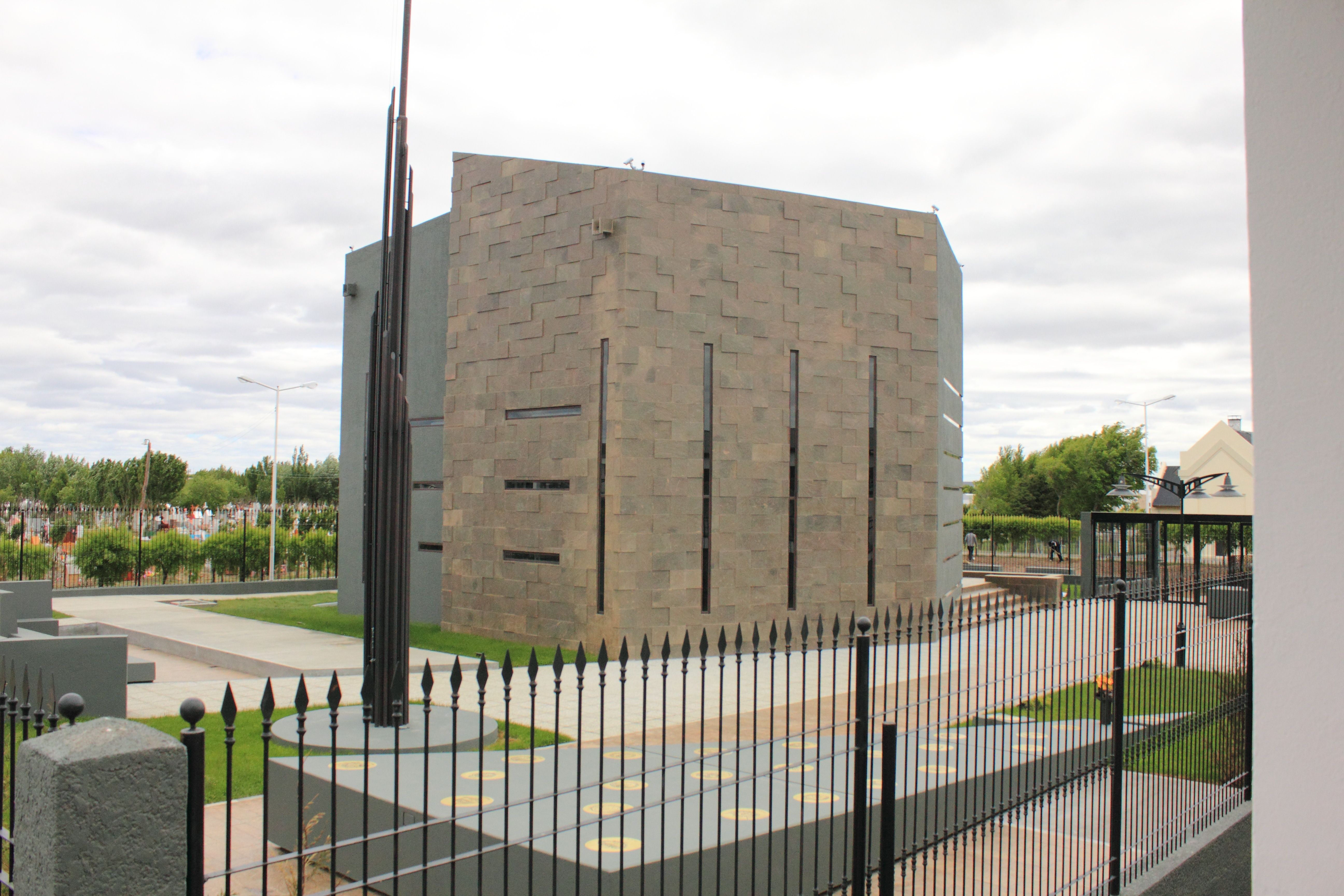
Mausoleu de l'expresident de l'Argentina Néstor Kirchner (nascut a la ciutat), en el cementiri de la ciutat

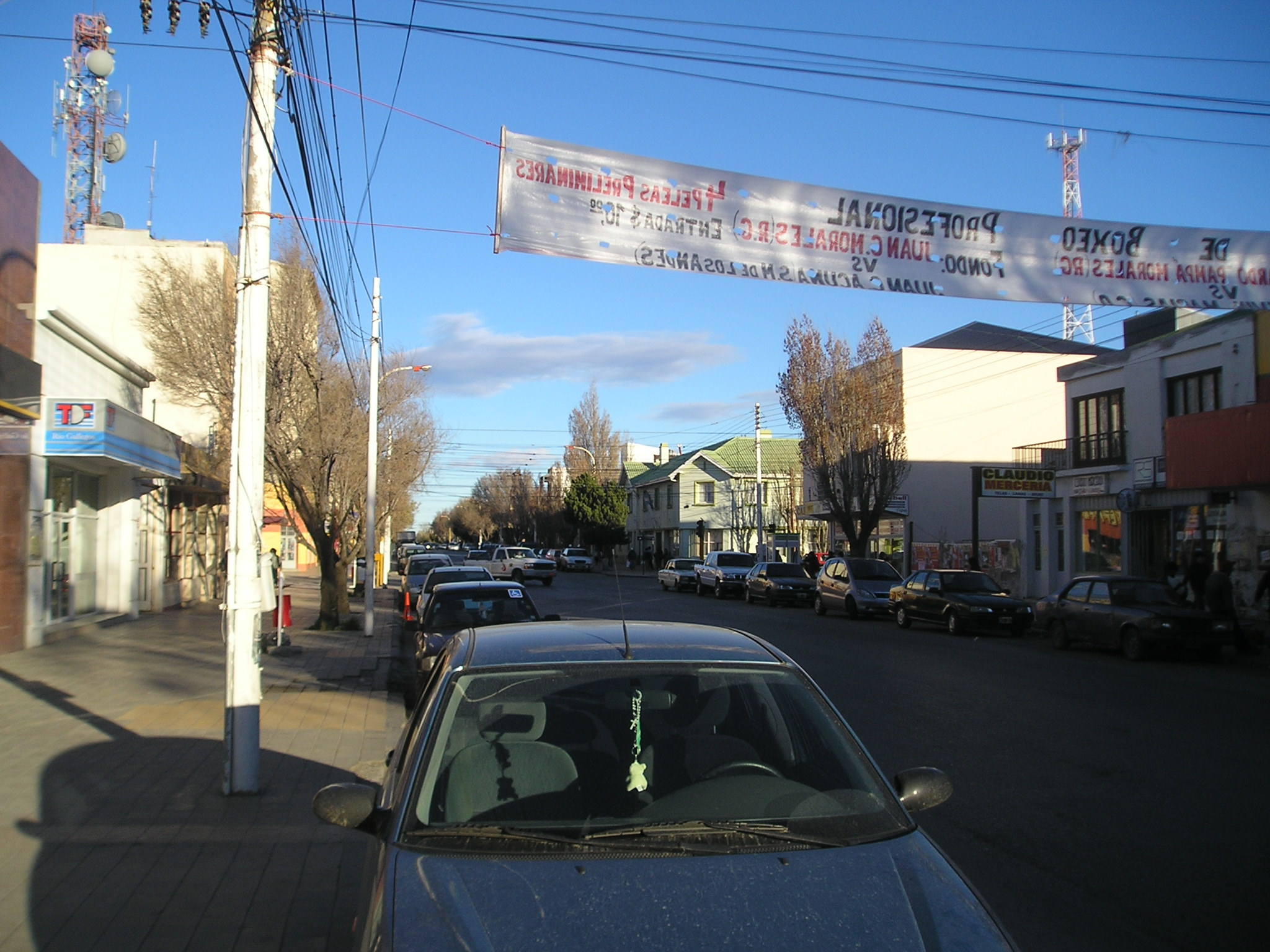
Avinguda President Néstor Kirchner

El nom de la ciutat és un homenatge al pilot Blasco Gallegos, membre de la tripulació que va participar en el viatge de circumnavegació de la Terra realitzat per Fernando de Magallanes.

## Història
L'expedició de García Jofre de Loaisa el 1525, quan arriba al riu San Ildelfonso (avui riu Gallegos), i l'encapçalada per Simón de Alcazaba el 1535 (que per primera vegada l'anomena Gallegos) són les primeres notícies històriques de l'actual ciutat de Río Gallegos.
D'aquelles llunyanes èpoques de la conquesta europea no queden altres dades concretes. Molt posteriors són els primers indicis de població. El precedent més concret prové de la gestió de Carlos Moyano, que el 1883 és designat governador del territori nacional de Santa Cruz.
El govern argentí, convençut de la necessitat de preservar la sobirania en les costes patagones, designa el vapor Villarino, al comandament del capità Federico Spurr, perquè realitzi el viatge regular entre Buenos Aires i els ports de la Patagònia.
Río Gallegos neix en instal·lar-se la sotsprefectura marítima, el 19 de desembre de 1885. El seu destí era, pel que sembla, molt modest, en l'aspecte material, però de dens contingut per la seva finalitat: "exercir domini permanent, directe i categòric sobre l'extrem continental del país, en el marc de la defensa de la sobirania".
L'any 1888 el llavors governador Ramón Lista decideix traslladar la capital del territori de Santa Cruz (que funcionava en l'actual localitat de Puerto Santa Cruz) a Río Gallegos. Aquest acte va tenir ratificació oficial el 19 de maig de 1904, data en què el poder executiu va promulgar el decret corresponent. L'any 1957, el territori de Santa Cruz és declarat província, i en fou el primer governador el Dr. Mario Cástulo Paradelo.
El primer municipi patagó es va crear a Chubut. Els gallegos portaven les institucions públiques ficades en la carn, amb la idea de la sobirania popular en la sang. Va sorgir el segon a Viedma. El tercer va ser el de Río Gallegos.
El naixement de la comuna, com a expressió autèntica de la voluntat del veïnat, va tenir lloc a les acaballes de 1907.
Va ser aquell un temps de moltes novetats per a aquests habitants: el primer Consell, encara que breu;
l'aparició d'un periòdic, la fundació d'una prestigiosa entitat mutualista, etc.
Durant anys, Río Gallegos va ser escala obligada dels jumbos 747 d'Aerolínies Argentines que realitzaven el vol transpolar, des de Buenos Aires cap a Nova Zelanda i Austràlia.

## Geografia

### Fauna
La ciutat de Río Gallegos compta amb una de les majors riqueses animals, tant dins com en els seus voltants. Es poden trobar la loica, ostrer austral, guineu acolorida, el biguá o el ceniciento.
- Turdus patagó: és un ocell gros, amb el dors marró fosc, amb el ventre i pit groc ocre pàl·lid. La gola és blanca, tacada de negre i el bec i les potes són grogues.
- Guineu grisa: el pes mitjana és de 3 kg. Pelatge de color groguenc i negre grisenc. Potes color groc pàl·lid i la part interior blanca. És d'hàbits nocturns i els seus hàbits alimentaris són amplis, tant mengen aus com a rosegadors, llebres i fruits. De vegades s'ajunten per caçar preses grans, com a ovelles, encara que ho fan en moments de gran escassetat alimentària. Sovint caven galeries grans de 3 a 5 m de llarg, amb diverses càmeres (de cria, de reserva) i amb una entrada principal i unes altres per a casos de perill. Mesura 75 cm de llarg entre cap i coll i 33 cm la cua.
- Guanac: presenta peülles en els dits. És un animal conspicu, que mesura 1,1 m a l'altura de la creu. El coll és llarg, igual que les potes. El pelatge és espès i llanós de color marró vermellós més ataronjat groguenc en els flancs, blanc en el coll, el ventre i les potes i grisa en el cap. Es denomina "chulengo" a la cria de fins a tres setmanes de vida, que es caracteritza per presentar el pèl de color canyella. És herbívor. A Santa Cruz viu en llocs oberts, en l'estepa, sense penetrar en el bosc com fan a Terra del Foc.
- Nyandú de la Patagònia: el cap, el coll i el dors del cos són gris marró a castanyer, puntejat de blanc. La zona ventral és blanca, igual que les plomes que cobreixen la part superior del tors. Viu a l'estepa, on menja llavors, fulles i branques de plantes, a més d'insectes i petits vertebrats. Diverses femelles col·loquen els seus ous en nius realitzats en el sòl per un mascle. Els ous són incubats pel mascle, que continua cuidant després les cries o charitos.
- Pardal de clatell roig: és un petit ocell, de 12 cm i és marró en el dors, jaspejat de negre. Amb un semicopet gris i cara negra amb galtes grises. La gola és blanca amb un collaret incomplet de color canyella que va des del clatell fins al pit. La part ventral és blanca. Viu en tots els ambients terrestres, inclosos els ambients poblats.
- Flamenc Austral: és una gran au aquàtica de 70 cm i el seu color és salmó, rosat, amb cobertes vermelles que tapen les plomes negres. El bec és gran, de color blanc rosat amb meitat negra, adaptat per filtrar invertebrats dels fons del llot de les llacunes i la costa de mar. Les potes són llargues, celest grisenques, amb genolls i peus vermells. Habiten les llacunes dolces i salobres i els estuaris.
- Oca de Magallanes: és una au semblant a una oca, de 54 cm i en el mascle el plomatge és blanc, barrat de negre en el dors, flancs, coll i la part ventral. Les potes i el bec són negres. La femella és marró castanyer, amb ocre en el cap i l'esquena i el pit barrats de negre. Ventre barrat de blanc i negre. Les potes són grogues. Viu en els cursos d'aigua en boscos, vegues i esters patagons, on menja pastures tendres.
- Cigne de coll negre: és molt gran, mesura 80 cm i és semblant a l'oca, de qui es diferencia pel cap i el llarg coll negre, la resta és blanca. Sobre el bec presenta una carúncula vermella. Els juvenils presenten cap i coll gris. Viu en ambients d'aigua dolça.

### Flora
Als voltants de la ciutat de Río Gallegos es pot apreciar una gran diversitat de plantes natives, dins de les quals una proporció important posseeix potencial ornamental.
Algunes de les espècies que es poden trobar són: calafates, anartrfilos, oxalis, violetes i pensaments, flors de paper, calceolaries, hipoqueris, leucerias, perezias, senecios, mata mora, senecio miser, amancay, lliris i lliris de camp.

### Sismicitat
La regió respon a la falla Fagnano-Magallanes, un sistema regional de falla sismogèénic, d'orientació est-oest que coincideix amb el límit transformant entre les plaques Sud-americana (al nord) i Scotia (al sud), amb sismicitat mitjana; i la seva última expressió es va produir el 17 de desembre de 1949 (66 anys), a les 22.30 UTC-3, amb una magnitud aproximadament de 7,8 en l'escala de Richter

### Clima
El clima de Río Gallegos és Clima semiàrid temperat (BSk segons la Classificació climàtica de Köppen).Per això el clima sol ser ventós, sec i fred amb algunes nevades durant l'hivern. La temperatura mitjana de la ciutat a l'hivern és de 5 °C en el dia i -2 °C en la nit, mentre que a l'estiu la mitjana és de 19 °C i en la nit sol baixar fins als 7 °C. La temperatura mitjana anual de la ciutat és de 7,6 °C. El mes més plujós és gener, llavors segons lá Classificació climàtica de Köppen és BSkw
També cal dir que el mar té un efecte moderador en el clima de la ciutat i que en dies molt freds la sensació tèrmica sigui molt inferior a la temperatura ambient gràcies al vent. Són inusuals els dies amb temperatures inferiors a -5 °C a l'hivern i superiors a 22 °C a l'estiu.

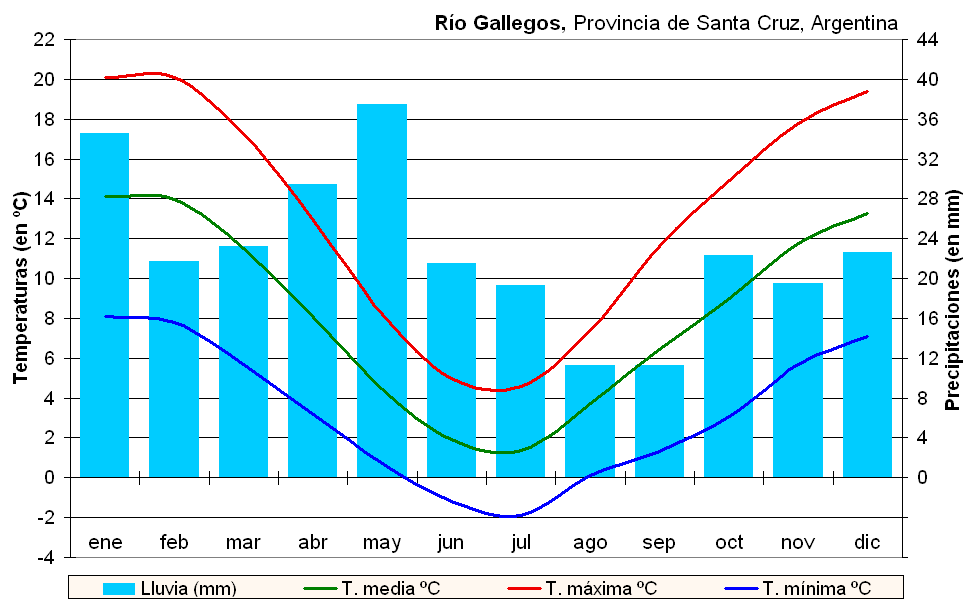
Precipitacions en Gallecs.

## Economia
L'economia de la ciutat va ser bàsicament depenent de la ramaderia ovina i la indústria frigorífica des del seu poblament fins molt entrat el segle xx. El seu port va ser també punt de sortida de productes ramaders i miners com el carbó de Riu Turbio. Des de la creació de l'estat provincial, la importància econòmica de l'administració pública va créixer considerablement sent la principal ocupadora de la ciutat.
En els últims anys ha tingut lloc un important increment de l'activitat petroliera i gasífera a la regió constituint aquestes al costat del comerç i a la construcció un motor del creixement econòmic de la ciutat.
Avui, el turisme també té un paper important, especialment a causa de la relativa proximitat al Parc Nacional Los Glaciares. La diversificació de l'economia en els últims anys ha donat lloc a una gran demanda de treballadors encapçalada per una ona d'immigració, especialment des del nord de l'Argentina. Río Gallegos està en contrast amb altres parts del país, i malgrat els moments de crisi segueix amb plena ocupació (3,7% de desocupació, 2004).